# تایلر بنت
تایلر بنت (انگلیسی: Tyler Bennett؛ زادهٔ ۲۷ ژوئن ۱۹۹۲) بازیکن فوتبال و از برندگان مدال طلا پارالمپیک اهل ایالات متحده آمریکا است.

## جوایز
وی در مسابقات کشوری و بین‌المللی در مجموع برندهٔ ۱ مدال طلا، ۱ مدال نقره شده است.

## تحصیلات
تایلر از دانش‌آموختگان دانشگاه کلمسون است.